# 정흔
정흔(鄭昕, 1578년(선조 11)~1626년(인조 4))은 조선시대 중기의 의병장이다. 임진왜란 초에 전사한 백운 정발(鄭撥)의 아들이다. 본관은 경주(慶州)이다. 정유재란 때 복수청에 자신의 재산을 기부하여 군수품 조달에 기여하였고, 관직은 보국숭록대부(輔國崇祿大夫, 정1품)로 호위대장(扈衛大將)에 이르렀다.
임진왜란 초에 전사한 백운 정발(鄭撥) 장군의 아들로 1597년(선조 30) 정유재란(丁酉再亂)을 당하여 조정에서 복수청(復讐廳)을 창설하여 전국의 장정(壯丁)을 모집하니, 정흔은 나라에 은혜를 보답하고 아버지의 원수를 갚고자 모집에 응하여 가산(家産)을 털어 군수(軍需)에 힘썼다. 1604년(선조 37)에 사량 만호(蛇梁萬戶)가 되어 해안가를 위협하는 왜구들을 토벌, 격퇴시키니 전라수사(全羅水使)로 승진되었고 첨정(僉正), 정선 현감(旌善縣監)·삼도 주사정리사(三道舟師整理使) 등을 역임하였다.
1616년(광해군 8년) 중시 별시(重試別試)에 합격했다. 가선대부(嘉善大夫)를 거쳐 보국숭록대부(輔國崇祿大夫)로 호위대장에 이르렀다.

## 연관 항목
- 정유재란
- 임진왜란
- 정발
- 이순신
- 송상현
- 윤흥인
- 정명선